# Antoine Menant
Antoine Menant, né le 17 décembre 1762 à Lyon (Rhône), mort le 5 octobre 1829 à Château-Thierry (Aisne), est un général français de la Révolution et de l’Empire.

## États de service
Il entre en service en 1778, dans le régiment de Brie infanterie. En 1791, il est élu lieutenant au 3e bataillon de volontaire de Rhône-et-Loire, et le 3 octobre 1792 il est nommé adjudant-major, et il sert en Bretagne. Affecté au corps d’armée des Vosges, il devient aide de camp du général Aubert du Bayet en 1793. 
Le 25 juin 1794, il passe capitaine de grenadiers dans le 2e bataillon de Rhône-et-Loire, amalgamé dans la 186e demi-brigade de bataille. Il est nommé adjudant-général chef de brigade le 13 juin 1795, et le 12 novembre il prend les fonctions d’aide de camp du ministre de la guerre Aubert du Bayet.
Il est promu général de brigade le 26 décembre 1795, et le 15 mars 1796, il suit son ministre à l’ambassade de France à Constantinople. Instructeur militaire auprès de l’armée ottomane en 1798, il est arrêté, sur ordre du sultan, le 18 juillet et mis en prison à Sinope, à cause de l’expédition française en Égypte. Libéré de prison, il est renvoyé en France le 15 avril 1801, et le 26 janvier 1802, il est réformé.
Il reprend du service le 15 août 1809, comme commandant d’une division de la garde nationale à Ostende, et il est admis à la retraite le 1er avril 1811.
Il meurt le 5 octobre 1829 à Château-Thierry.

## Sources
- (en) « Generals Who Served in the French Army during the Period 1789 - 1814: Eberle to Exelmans »
- Thierry Pouliquen, « Les généraux français et étrangers ayant servis [sic] dans la Grande Armée » (consulté le 6 juin 2014)
- Antoine Menant  sur roglo.eu
- (pl) « Napoléon.org.pl »
- A. Dry, Soldats ambassadeurs sous le directoire an IV–an VIII, Librairie Plon, 1906, p. 374.